# George Oliver
George Charles Oliver (18 de gener de 1883 - Tampa, Florida, 20 d'agost de 1965) va ser un golfista estatunidenc que va competir a primers del segle xx.
El 1904 va prendre part en els Jocs Olímpics de Saint Louis, on guanyà la medalla de bronze en la prova per equips del programa de golf, com a membre de l'equip United States Golf Association. En la prova individual quedà eliminat en la qualificació prèvia.